# 安杰洛·穆西
小安杰洛·穆西（英語：Angelo Musi Jr.，1918年7月25日—2009年10月19日），美国NBA联盟前职业篮球运动员。